# Чахорово (Великопольське воєводство)
Чахорово (пол. Czachorowo, нім. Schachau) — село в Польщі, у гміні Ґостинь Гостинського повіту Великопольського воєводства.
Населення — 341 особа (2011).
У 1975-1998 роках село належало до Лешненського воєводства.

## Демографія
Демографічна структура станом на 31 березня 2011 року:
|          | Загалом | Допрацездатний вік | Працездатний вік | Постпрацездатний вік |
| -------- | ------- | ------------------ | ---------------- | -------------------- |
| Чоловіки | 168     | 41                 | 114              | 13                   |
| Жінки    | 173     | 41                 | 100              | 32                   |
| Разом    | 341     | 82                 | 214              | 45                   |